# Walter Plaikner
Walter Plaikner (Chienes, 24 de octubre de 1951) es un deportista italiano que compitió en luge en la modalidad doble.
Participó en dos Juegos Olímpicos de Invierno en los años 1972 y 1976, obteniendo una medalla de oro en Sapporo 1972 en la prueba doble. Ganó dos medallas en el Campeonato Mundial de Luge, oro en 1971 y bronce en 1973, y dos medallas de oro en el Campeonato Europeo de Luge, en los años 1971 y 1974.

## Palmarés internacional
| Juegos Olímpicos   | Juegos Olímpicos  | Juegos Olímpicos  | Juegos Olímpicos |
| Año                | Lugar             | Medalla           | Prueba           |
| ------------------ | ----------------- | ----------------- | ---------------- |
| 1972               | Sapporo (Japón)   | Medalla de oro    | Doble            |
| Campeonato Mundial |                   |                   |                  |
| Año                | Lugar             | Medalla           | Prueba           |
| 1971               | Valdaora (Italia) | Medalla de oro    | Doble            |
| 1973               | Oberhof (RDA)     | Medalla de bronce | Doble            |
| Campeonato Europeo |                   |                   |                  |
| Año                | Lugar             | Medalla           | Prueba           |
| 1971               | Imst (Austria)    | Medalla de oro    | Doble            |
| 1974               | Imst (Austria)    | Medalla de oro    | Doble            |